# Akyttara
Akyttara is een geslacht van spinnen uit de familie Zodariidae.

## Soorten
Het geslacht kent de volgende soorten:
- Akyttara akagera Jocqué, 1987
- Akyttara homunculus Jocqué, 1991
- Akyttara mahnerti Jocqué, 1987
- Akyttara odorocci Ono, 2004
- Akyttara ritchiei Jocqué, 1987